# Залежність (фільм)
«Залежність» (англ. The Addiction) — американський фільм жахів 1995 року режисера Абеля Феррари.

## Сюжет
Молода студентка філософського факультету піддається нападу вампірші прямо на вулиці. Відразу після цього в організмі й у свідомості її починають відбуватися незворотні зміни. Але що цікаво: інтелектуальний потенціал дівчини тільки росте, нові здатності дозволяють їй захистити дисертацію. Однак вечірка з приводу захисту перетворюється в криваву оргію.

## У ролях
| Актор                  | Роль                |
| ---------------------- | ------------------- |
| Лілі Тейлор            | Кетлін Конклін      |
| Крістофер Вокен        | Пейна               |
| Аннабелла Шиорра       | Казанова            |
| Іді Фалько             | Жан                 |
| Пол Калдерон           | професор            |
| Фредро Старр           | Блек                |
| Кетрін Ербе            | студентка           |
| Майкл Імперіолі        | місіонерська        |
| Джамал Сіммонс         | друг Блека          |
| Роберт В. Кастл        | оповідач / священик |
| Майкл А. Фелла         | поліцейський        |
| Луїс Кац               | доктор              |
| Лерой Джонсон          | безпритульний       |
| Фред Вільямс           | безпритульний       |
| Авроні Коулмен         | віолончеліст        |
| Ліза Касілло           | Мері                |
| Френк Акіліно          | доставщик           |
| Ніколас Де Сельї       | таксист             |
| Джей Жульєн            | декан               |
| Чак Джеффріс           | бармен              |
| Едвард Конна           | офіціант            |
| Гезер Брекен           | медсестра           |
| Гаррісон Фрід          | студент             |
| Ненсі Еллен Анзалоне   | жертва              |
| Сьюзен Мітчелл         | жертва              |
| Мері Енн Геннон        | жертва              |
| Джон Вінсент Мак-Евілі | жертва              |
| Б'янка Пратт           | жертва              |
| Крістіна Кампанелла    | жертва              |
| Ентоні Джангранде      | жертва              |
| Кевін Скаллін          | жертва              |